# CRO Lyon Boules
 (juin 2020).
Le CRO Lyon Boules est un club de sport-boules.
Le club évolue sans discontinuité au plus haut niveau depuis 30 ans. La CRO Lyon Boules est le club français le plus titré. Une dizaine de fois champions de France des clubs Elite et 3 fois vainqueurs de la coupe d'Europe des clubs sont les titres majeurs et collectifs du club.

## Historique
La CRO Lyon Boules est une émanation de la CRO (Croix-Rousse Olympique), un club omnisports créé le 29 avril 1927 dont le terrain occupait le clos Carret, entre la grande rue de la Croix-Rousse, la rue Calas et la rue de Cuire. Bien que la CRO se soit surtout spécialisée dans le basket-ball, elle disputait également des concours de boule lyonnaise dès les années 1930 (on peut noter au moins une participation au tournoi de Pentecôte sur la place Bellecour en 1934).
Le 26 décembre 1983, la section boules devient un club à part entière sous le nom de CRO Lyon Boules par l'initiative de Jean Plasse, président jusqu'en 2003. Elle partage toutefois encore le terrain d'origine avec la section basket, qui deviendra en août 2000 la Basket CRO Lyon.
Le 25 septembre 1989, une convention est signée avec la ville de Lyon pour la mise à disposition de la CRO Lyon Boules du nouveau Boulodrome des Canuts, 5 ter impasse Gord, donnant sur la rue Denfert-Rochereau.

## Palmarès
- Vainqueur de la Coupe d’Europe des Clubs : 2004, 2006, 2008[6]
- 13 fois champion de France des clubs sportifs catégorie élite (record en France) : 1992, 2000,2001,2006,2007,2008,2009,2010,2012,2013,2014,2015,2018
- champion de France des clubs sportifs équipe réserves : 2000, 2001, 2009
- champion de France quadrettes 1re division : 1993, 2007, 2012, 2013 champion de France quadrettes 2e division : 1978, 2012
- champion de France double 1re division : 1986, 1994, 2005, 2007, 2011, 2013
- champion de France double 2e division : 2007
- champion de France de tir en relais : 2014, 2015, 2016, 2017, 2018

## Partenariats
Le club de la CRO Lyon Boules a développé des partenariats, comme avec l'Olympique lyonnais, mais aussi avec la métropole de Lyon par exemple.

## Dimension internationale
La CRO est le seul club français à avoir remporté la coupe d’Europe.[source insuffisante],
Le club réalise aussi des tournées internationales et une délégation a par exemple fait une tournée en Chine accompagnée du président de la Fédération Internationale de Boules, du 18 avril au 02 mai 2011. L'objectif de cette tournée était de promouvoir et d'initier le sport boules dans les universités chinoises de quatre grandes villes (Pékin, Yang Gu, Hebi et Xian).